# Dabojevići
Dabojevići este un sat din comuna Danilovgrad, Muntenegru. Conform datelor de la recensământul din 2003, localitatea are 34 de locuitori (la recensământul din 1991 erau 40 de locuitori).

## Demografie
În satul Dabojevići locuiesc 30 de persoane adulte, iar vârsta medie a populației este de 51,5 de ani (48,6 la bărbați și 53,5 la femei). În localitate sunt 17 gospodării, iar numărul mediu de membri în gospodărie este de 2,00.
|  |

| Demografie | Demografie | Demografie |
| An         | Locuitori  | Locuitori  |
| ---------- | ---------- | ---------- |
|            |            |            |
|            |            |            |
|            |            |            |
|            |            |            |
| 1948       | 165        |            |
| 1953       | 175        |            |
| 1961       | 141        |            |
| 1971       | 102        |            |
| 1981       | 82         |            |
| 1991       | 40         | 40         |
| 2003       | 34         | 34         |

| \| Componența etnică conform recensământului din 2003[2] \| Componența etnică conform recensământului din 2003[2] \| Componența etnică conform recensământului din 2003[2] \| Componența etnică conform recensământului din 2003[2] \| Componența etnică conform recensământului din 2003[2] \| \| ----------------------------------------------------- \| ----------------------------------------------------- \| ----------------------------------------------------- \| ----------------------------------------------------- \| ----------------------------------------------------- \| \| \| \| \| \| \| \| Muntenegreni \| Muntenegreni \| \| 29 \| 85,29% \| \| Sârbi \| Sârbi \| \| 5 \| 14,7% \| \| necunoscută \| necunoscută \| \| 0 \| 0% \| |              |  |    |        |
| Componența etnică conform recensământului din 2003 |              |  |    |        |
| |              |  |    |        |
| Muntenegreni | Muntenegreni |  | 29 | 85,29% |
| Sârbi | Sârbi        |  | 5  | 14,7%  |
| necunoscută | necunoscută  |  | 0  | 0%     |